# Rich Nugent

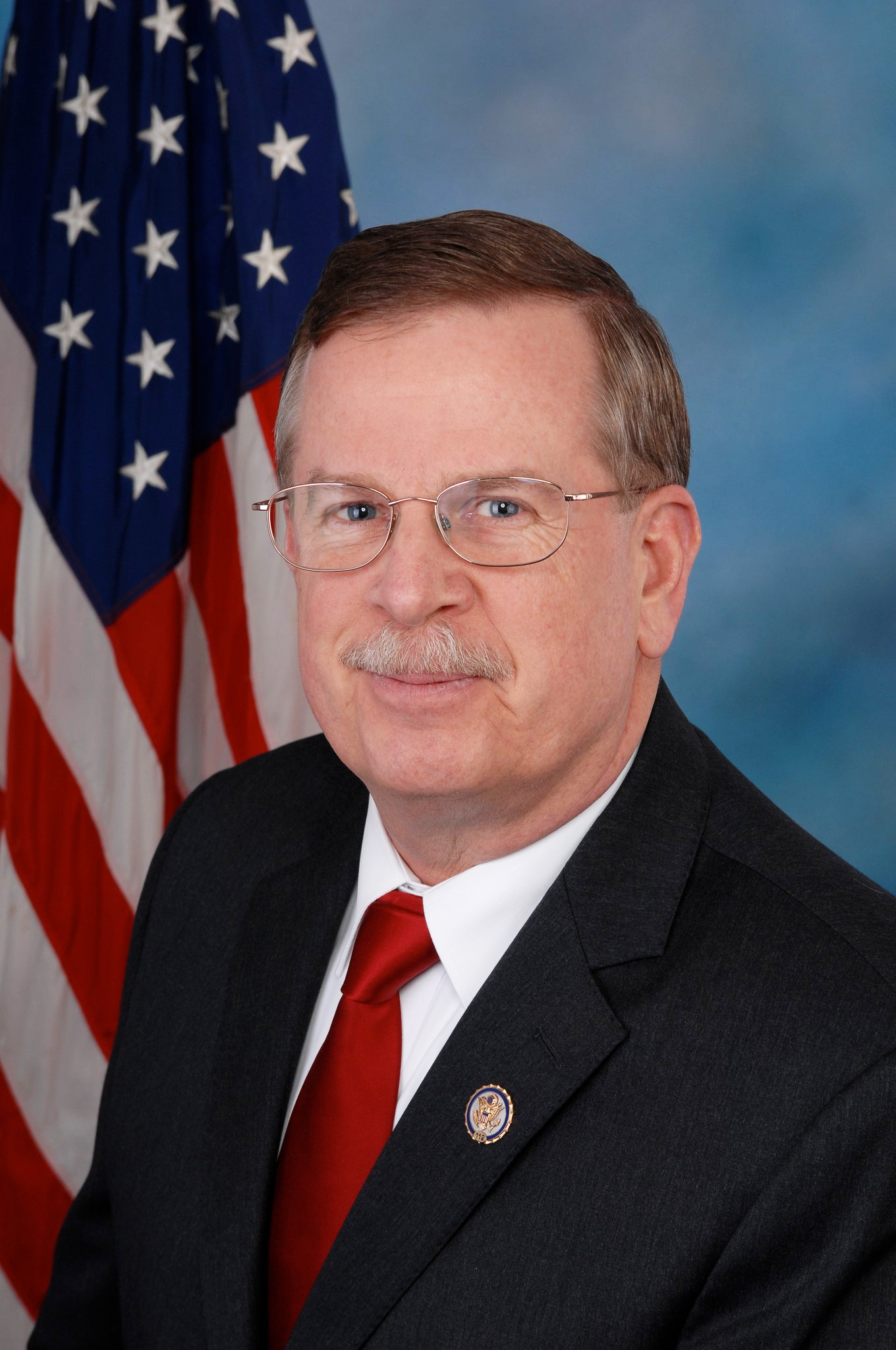
Rich Nugent (2011)

Richard „Rich“ Nugent (* 26. Mai 1951 in Evergreen Park, Illinois) ist ein amerikanischer Politiker der Republikanischen Partei. Von 2011 bis 2017 vertrat er die zentrale Westküste Floridas nördlich Tampas im Repräsentantenhaus der Vereinigten Staaten.

## Familie, Ausbildung und Beruf
Rich Nugent wurde in Evergreen Park, einem Vorort von Chicago, geboren. Nach seinem High-School-Abschluss diente er zwischen 1969 und 1975 im Fliegerkorps der Nationalgarde von Illinois. Ab 1984 arbeitete er für die Polizei im Hernando County in Florida. Dort stieg er zunächst bis zum stellvertretenden Polizeichef auf. Zwischen 2001 und 2010 war er als Sheriff Leiter der Polizei in diesem Bezirk.
Nugent ist seit 1975 verheiratet. Mit seiner Frau Wendy hat er drei Söhne, die alle als Offiziere in der US Army dienen.

## Politische Laufbahn
Bei der Wahl 2010 wurde Nugent im 5. Kongresswahlbezirk Floridas mit 67 Prozent der Stimmen in das US-Repräsentantenhaus in Washington, D.C. gewählt, wo er am 3. Januar 2011 die Nachfolge der aus gesundheitlichen Gründen nicht mehr kandidierenden Ginny Brown-Waite antrat. 
Im Kongress trat er für die Verlängerung der auslaufenden Teile des PATRIOT Act ein; er ist ferner gegen jegliche Kürzung der Mittel zur Unterstützung des Staates Israel. Nugent gehört im Repräsentantenhaus zum Tea Party Caucus, dem Zusammenschluss der Republikaner, die der Tea-Party-Bewegung nahestehen. Im Januar 2015 gehörte er zu den 25 republikanischen Repräsentanten, die eine Kampfkandidatur des ebenfalls aus Florida stammenden Daniel Webster als Sprecher gegen den Amtsinhaber John Boehner unterstützte. Nach dem Scheitern dieser Revolte entfernte Boehner Nugent aus dem einflussreichen Rules Committee. Nach dem Neuzuschnitt der Wahlkreise in Folge des United States Census 2010 vertrat Nugent ab 2013 den 11. Kongresswahlbezirk Floridas, der geographisch weitgehend seinem bisherigen unmittelbar nördlich von Tampa an der Westküste des Bundesstaates entsprach.
Im November 2015 gab Nugent bekannt, bei der kommenden Wahl zum Repräsentantenhaus 2016 nicht wieder anzutreten und gab familiäre Gründe an. Für die Nachfolge sicherte er zugleich seinem bisherigen Stabschef Justin Grabelle Unterstützung für eine Kandidatur zu. Für den republikanisch dominierten Kongresswahlbezirk, den Nugent bei der Wahl im November 2014 mit zwei Dritten der Stimmen (und der republikanische Präsidentschaftskandidat Mitt Romney mit 59 Prozent der Stimmen) gewonnen hatte, signalisierte auch der Kongressabgeordnete Daniel Webster Interesse, nachdem sein bisheriger 10. Kongresswahlbezirk nach einem Urteil des Obersten Gerichts Floridas neu zugeschnitten worden war und dabei eine deutlich die Demokraten favorisierende Wählerstruktur erhalten hatte. Der demokratische Gegenkandidat von 2014, Dave Koller, kandidierte erneut, unterlag aber Webster, der am 3. Januar 2017 die Nachfolge Nugents antrat.

## Belege
1. ↑  Florida GOP Congressman who Clashed with Boehner to Retire. In: Fox News, 2. November 2015 (AP-Meldung).
2. ↑  Dan DeWitt: U.S. Rep. Richard Nugent Says He Will not Run for Re-election, Endorses Chief of Staff. In: Tampa Bay Times, 2. November 2015.
3. ↑  Rich Nugent, congressman for west Central Florida, will retire. In: Baynews9.com, 2. November 2015 (AP-Meldung).
4. ↑  Alex Leary: Dan Webster Pondering Move Into Rich Nugent’s District (Memento vom 6. November 2015 im Internet Archive). In: Tampa Bay Times, 3. November 2015.

| Personendaten    | Personendaten                                     |
| ---------------- | ------------------------------------------------- |
| NAME             | Nugent, Rich                                      |
| ALTERNATIVNAMEN  | Nugent, Richard (vollständiger Name)              |
| KURZBESCHREIBUNG | amerikanischer Politiker (Republikanische Partei) |
| GEBURTSDATUM     | 26. Mai 1951                                      |
| GEBURTSORT       | Evergreen Park (Illinois), Illinois               |